# 博鲁特·帕霍尔
博鲁特·帕霍尔（發音：[ˈbóːɾut ˈpàːxɔɾ]；1963年11月2日—），斯洛文尼亚政治家，2008年到2012年任斯洛文尼亚总理、欧洲议会议员、曾任斯洛文尼亚总统。他是斯洛文尼亚政党、欧洲社会党成员斯洛維尼亞社會民主黨的主席，在欧洲议会中任预算控制委员会和宪法事务委员会委员，同时担任外交委员会代理、欧盟-克罗地亚联合议会委员会副主席。

## 背景
帕霍尔出生于南斯拉夫斯洛文尼亚社会主义共和国的波斯托伊纳，童年生活在与意大利接壤的城镇申佩泰尔。他就读于新戈里察的一所高中，1983年开始在卢布尔雅那大学社会科学系攻读公共政策学，1987年毕业，他的毕业论文获得斯洛文尼亚授予学生的最高学术奖项。
帕霍尔在大学时期加入斯洛文尼亚共产主义者联盟，1980年代后期成为党内以米蘭·庫昌为首的改革派的主要支持者，并因此崭露头角。

## 政治生涯
1990年4月，斯洛文尼亚举行首次多党选举，斯洛文尼亚共产主义者联盟改組的社會民主黨被民主反对党联盟击败。同时帕霍尔当选为斯洛文尼亚议会议员，继续在党内推行改革。1997年他当选社民党主席，实行第三条道路。
2000年至2004年间，帕霍尔担任斯洛文尼亚国会下院议长，2004年当选欧洲议会议员。2007年后，他领导的斯洛維尼亞社會民主黨成为斯洛文尼亚的第二大党，他也随之成为左翼反对派领袖。2008年，社会民主人士党在议会选举中赢得大多数议席，帕霍尔在11月7日宣誓就任为斯洛文尼亚新总理。2011年大選，他領導的社民黨慘敗。2012年總統選舉，他在第二輪投票以67.5%的得票率當選。

## 家庭
帕霍尔與同居女友育有一子。除了斯洛文尼亚语以外，他还会说意大利语、英语、塞尔维亚-克罗地亚语和法语。

## 荣誉

### 外国勋章奖章
- 一等智者雅罗斯拉夫王公勋章（乌克兰，2021年8月23日公布[2]）
- 无穷花大勋章（韩国，2021年9月20日批准[3]）